# اعتراضات ۱۹۶۸
اعتراضات ۱۹۶۸ (انگلیسی: Protests of 1968) مجموعه‌ای از درگیری‌های شدید اجتماعی بود که بیشتر در مبارزه با نخبگان بوروکراتیک و نظامی تبلور می‌یافت و پاسخ آن‌ها نیز با تشدید سرکوب سیاسی همراه بود.
در کشورهایی که به عنوان نظام سرمایه‌داری شناخته می‌شدند، این اعتراضات به مثابه نقطه عطفی در جنبش‌های حقوق مدنی بود. برای مثال، در ایالات متحده حزب پلنگ سیاه به وجود آمد. در پاسخ به حمله عید تت این اعتراضات به مخالفت با جنگ ویتنام در سرتاسر آمریکا منجر شد که از آنجا به لندن و پاریس و برلین و رم نیز سرایت کرد. جنبش‌های سوسیالیستی نیز نه تنها در آمریکا بلکه در اغلب کشورهای اروپایی پدیدار شدند. مهم‌ترین تجلی این رخداد در اعتراضات می ۱۹۶۸ فرانسه دیده شد. اعتراضات دانشجویان با ۱۰ میلیون کارگر بدون رهبر همراه شد. در برخی روزها به نظر می‌آمد که این جنبش قادر به سرنگونی دولت است. در بسیاری دیگر از کشورهای سرمایه‌داری مبارزات علیه دیکتاتوری دولت با سرکوب و استعمار همراه بود.
در کشورهای سوسیالیستی هم اعتراضاتی در نبود آزادی بیان و سایر حقوقی مدنی که توسط نخبگان کمونیست نظامی و بوروکراتیک اعمال می‌شد رخ داد. در اروپای مرکزی و شرقی از جمله در چک‌اسلواکی، ورشوی لهستان و یوگسلاوی اعتراضات گسترده‌ای شروع شد.

## پیشینه
فرضیه‌های گوناگونی دربارهٔ علل اصلی اعتراضات سال ۱۹۶۸ مطرح شده‌اند. بعضی معتقدند که این جنبش‌ها ناشی از تغییرات اجتماعی در بیست سال بعد از جنگ جهانی دوم بودند. بسیاری از اعتراضات پاسخ مستقیمی به بی‌عدالتی‌های دیده‌شده از جمله مخالفت با دخالت ایالات متحده در ویتنام بودند.

### زمین بعد از جنگ

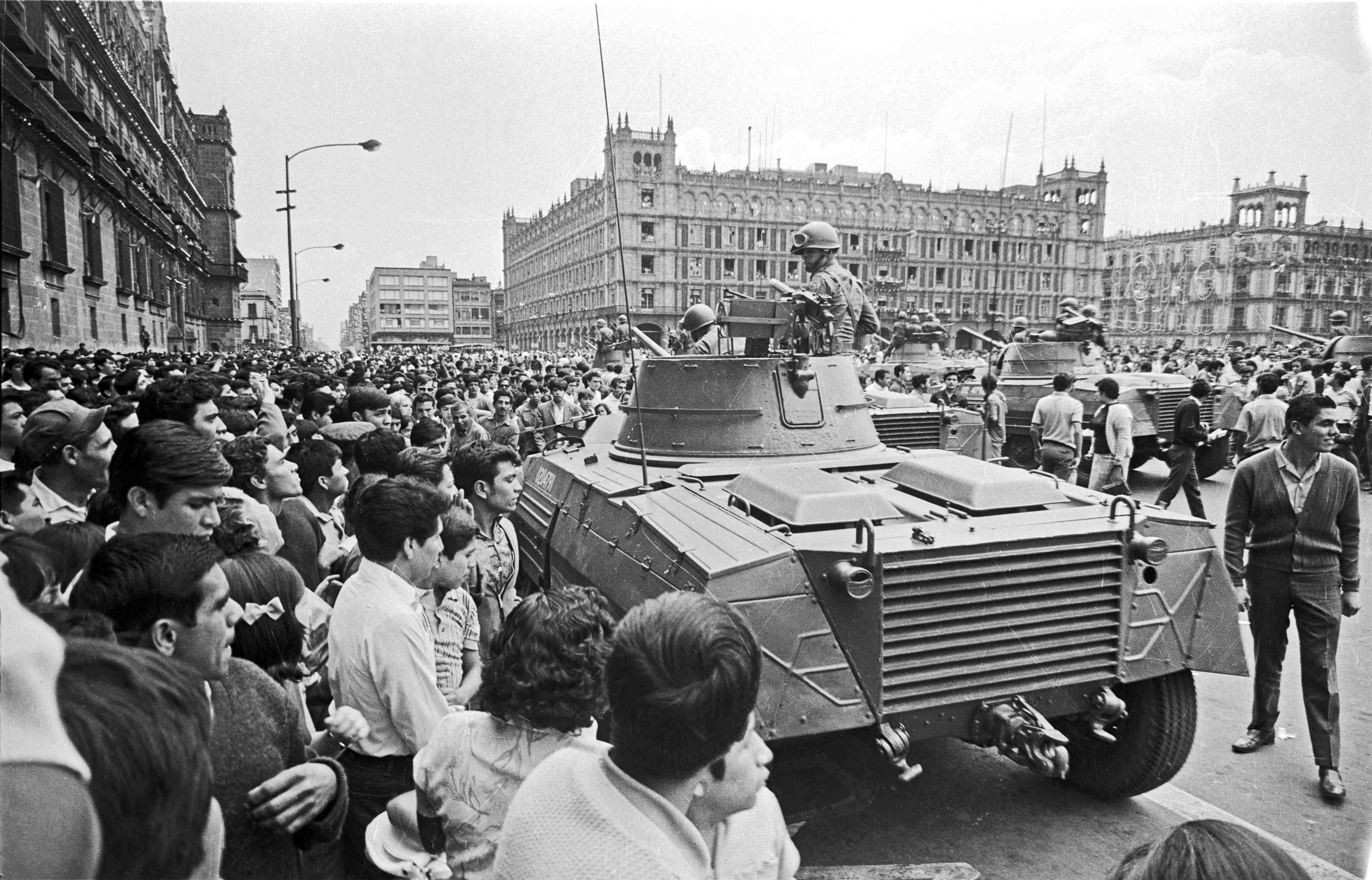
اعتراضات سال ۱۹۶۸ مکزیک

بعد از جنگ جهانی دوم، بیشتر قسمت‌های دنیا شاهد افزایش غیرعادی زاد و ولد بودند و این ساختار سنی جمعیت‌ها را تغییر داد. این کودکان در بیشتر کشورها در زمان صلح و کامیابی زاده شده بودند. این اولین نسلی بود که با حضور تلویزیون در خانه بزرگ می‌شد و تلویزیون از دو طریق تأثیرات عمیقی بر این نسل ایجاد نمود. اول اینکه، تلویزیون یک دیدگاه جهان‌بینی مشترک به این نسل داد. کودکانی که در این دوره بزرگ شدند، نه تنها اخبار و برنامه‌های مشترکی را در تلویزیون تماشا می‌کردند، بلکه چشم‌اندازهای محدودی را نیز از جهان‌های یکدیگر دریافت می‌کردند. دوم اینکه، تلویزیون به آن‌ها اجازه داد وقایع اصلی اجتماعی را نیز تجربه کنند. توجه گسترده‌تری به آموزش عمومی اختصاص داده شد و با استانداردسازی این آموزش‌ها، این نسل تجربه مشترک دیگری پیدا کرد. فروشگاه‌ها و رستوران‌های زنجیره‌ای تجربه مشترک خرید و تغذیه را برای مردم سراسر جهان فراهم آوردند.
بحران موشکی کوبا و جنگ سرد دیگر تجربیات مشترک این نسل بودند. دانستن اینکه یک حمله اتمی می‌تواند زندگی آن‌ها را هر لحظه پایان دهد با تمرینات اقدامات هنگام انفجار قوت یافت و فضایی از ترس ایجاد کرد. همان‌طور که این کودکان به نوجوانی می‌رسیدند، جنبش‌های ضد جنگ و آزادی زنان در بیشتر جهان تبدیل به قدرت می‌شدند.

### جنبشهای اجتماعی
بلوک شرق در دهه‌های بعد از جنگ جهانی دوم اعتراضات گسترده زیادی را دیده بود. از جمله این اعتراضات می‌توان به انقلاب مجارستان، خیزش آلمان شرقی، اعتصابات کارگری در لهستان و مهم‌ترین آن‌ها اعتصابات ۱۹۵۶ پزنان، اشاره کرد.
جنبش آزادی زنان باعث شد یک نسل در اعتقاد خود به اینکه خانواده مهم‌تر از فرد است شک کنند. جنبش صلح سبب شد این نسل حکومت‌ها را بیشتر به سؤال بکشند و بیش از پیش از آن‌ها سلب اعتماد کنند. زمانی که این نسل به دانشگاه رسید، بسیاری از آن‌ها جزئی از فرهنگ پاد فرهنگ بودند و انگیزه‌ای شدند برای موج شورش‌ها که در دانشگاه‌ها شروع شد و جهان را جابجا کرد.
امواج جنبشهای اجتماعی در طی دهه ۱۹۶۰ ارزش‌های نسلی که در ۱۹۶۸ دانشجو بودند را شکل داد. در آمریکا، جنبش حقوق مدنی سیاهپوستان آمریکا در خشن‌ترین حالت بود. همچنین در ایرلند شمالی، جایی که این جنبش‌ها صحنه را برای شورش علیه حکومت بریتانیا آماده کرد. فرانسه و ایتالیا در میان جنبش سوسیالیسم بودند. جنبش‌های سیاسی چپ نو در بسیاری از کشورهای اروپایی و آمریکای جنوبی تحولات سیاسی ایجاد می‌کرد. تقابلات فلسطین و اسرائیل شروع شده بود. جنبش‌های ضد جنگ بریتانیای کبیر بسیار قدرتمند بود و استقلال آفریقا یک کشمکش ادامه‌دار بود. در مارس ۱۹۶۸ در لهستان، تظاهرات دانشجویی در دانشگاه ورشو بعد از ممنوعیت اجرای تئاتر جشن مرگ از آدام میتسکیه ویچ توسط حکومت، در سالن تئاتر لهستان در ورشو با این توجیه که این تئاتر حاوی محتوای ضد شوروی است، آغاز شد. این تظاهرات را به وقایع مارس ۱۹۶۸ می‌شناسند.
دانشجویان سال ۱۹۶۸ به استقبال سیاست‌های چپ نو رفتند. تمایلات سوسیالیستی و عدم اعتماد به قدرت حاکم، منجر به بسیاری از منازعات ۱۹۶۸ شد. وقایع تاثربرانگیز آن سال نشان از محبوبیت و محدودیت‌های ایدوئولوژی چپ نو بود که جنبش چپگرای رادیکالی بود با روابط متضاد با کمونیسم در سال‌های میانی و اواخر دوران جنگ سرد.
تظاهرات دوم و سوم ژوئن ۱۹۶۸ در بلگراد پایتخت یوگسلاوی، اولین اعتراضات گسترده بعد از جنگ جهانی دوم بودند. مقامات اعتراضات را سرکوب کردند در حالی که رئیس‌جمهور وقت یوسیپ بروز تیتو با پذیرفتن برخی از خواسته‌های دانشجویان، این اعتراضات را به‌تدریج متوقف کرد. اعتراضات دیگری در سایر پایتخت‌های جمهوری‌های یوگسلاوی مانند شهرهای سارایوو، زاگرب و لیوبلیانا آغاز شد. اگرچه این اعتراضات کوچک‌تر و کوتاه‌تر از تظاهرات بلگراد بودند.
در ۱۹۶۸، چکسلواکی فرایندی معروف به بهار پراگ را تجربه کرد. در اوت ۱۹۶۸، هنگام حمله پیمان ورشو به چکسلواکی، شهروندان چکسلواکی به حمله به سرزمین خود با مقاومتی منفعل پاسخ دادند. سربازان شوروی از اینکه تابلوهای خیابانی نقاشی می‌شدند، ذخایر آبشان به طرز رازآلودی قطع می‌شد و ساختمان‌ها با گل و پرچم نقاشی شده بودند و شعارهایی مثل «یک فیل نمی‌تواند یک جوجه تیغی را قورت دهد» بر روی آنها نوشته شده بودند، خسته و ناامید شده بودند. عابران بر روی تانک‌های شوروی صلیبهای شکسته نقاشی کرده بودند. تابلوهای جاده‌های خارج از شهر با نوشته «موسکو» به روسی بازنویسی شده بودند به این نشانه که از سربازان شوروی می‌خواستند کشور را ترک کنند.
در بیست و پنج اوت ۱۹۶۸ هشت شهروند روسیه در میدان قرمز موسکو علیه تجاوز شوروی به چکسلواکی تظاهرات کردند. بعد از حدود ۵ دقیقه، تظاهرات‌کنندگان با ضرب و شتم به ایستگاه پلیس منتقل شدند. هفت نفر از آن‌ها محکومیت‌های سنگین چندین سال زندان دریافت کردند.

## اعتراضات

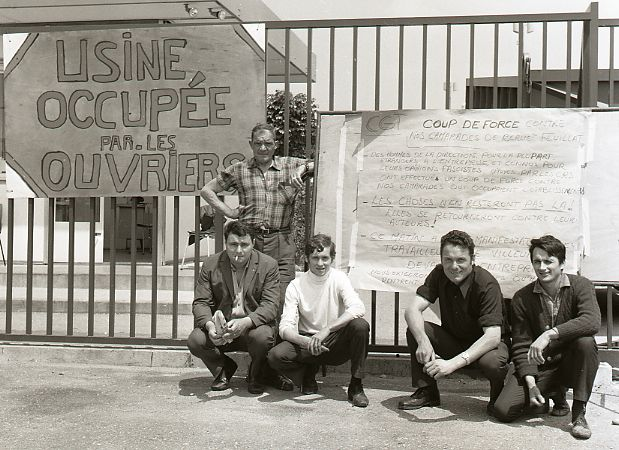
اعتصاب کنندگان در جنوب فرانسه؛ بر روی تابلو نوشته شده‌است: کارخانه توسط کارگران اشغال شد. پشت سر آنها درخواستهای آنها نوشته شده‌است.

اعتراضاتی که به سرعت در ۱۹۶۸ پیش می‌رفت، تعداد زیادی کارگر، دانشجو و مردم فقیر را در سراسر جهان شامل می‌شد که همگی با افزایش سرکوب‌های خشونت‌آمیز دولت‌های خود روبرو بودند. آزادی از سرکوبگری‌های دولتی به خودی خود جریان مشترک بیشتر اعتراضاتی بود که در ادامه می‌آیند. همین سرکوب‌ها منجر به انگیزه‌های اجتماعی متعددی شدند که یکدیگر را منعکس می‌کردند. برای مثال، تنها در ایالات متحده، اعتراضات برای آزادیهای مدنی، علیه نژادپرستی، علیه جنگ ویتنام و برای آزادی زنان وجود داشت. علاوه بر آن جنبشهای زیست‌محیطی و بوم شناختی که شامل اعتراضات علیه سلاح‌های بیولوژیک و اتمی می‌شدند، شروع شده بودند. همه این اعتراضات در این سال شدت گرفته بودند. تلویزیون که در شکل‌گیری شخصیت سیاسی این نسل بسیار تأثیرگذار بود، تبدیل به ابزار دست انقلابیون شد. آن‌ها نه تنها در خیابان‌ها و دانشگاه‌ها مشغول مبارزه بودند بلکه بر روی صفحه تلویزیون با پوشش رسانه‌های خبری مبارزه می‌کردند.
همین‌طور که امواج اعتراضات دهه ۱۹۶۰ در طی سال ۱۹۶۸ به نقاط اوج جدیدی می‌رسید، حکومت‌های سرکوبگر با اقدامات گسترده پلیس، تیراندازی، اعدام و حتی کشتار باعث تقابل‌هایی اجتماعی در مکزیک، برزیل، اسپانیا، لهستان، چکسلواکی و چین شدند. در برلین غربی، رم، لندن، پاریس، ایتالیا، بسیاری از شهرهای آمریکایی و آرژانتین سندیکاهای کارگری و دانشجویان، نقش اصلی را بازی می‌کردند و همچنین از نظر سیاسی سرکوب می‌شدند.

### جنبش‌های گسترده
جنبش زیست‌محیطی از اعتراضات ۱۹۶۸ نشئت می‌گیرد. این جنبش از دل جنبش علیه سلاح‌های هسته‌ای شکل گرفت. فرانسه به‌طور خاص در نگرانی‌های زیست‌محیطی دخیل بود. در ۱۹۶۸ فدراسیون انجمن‌های حفاظت از طبیعت و شاخه فرانسه گروه «دوستان زمین» شکل گرفتند و انجمن علمی فرانسه برنامه «نجات بده و زنده بمان» را برگزار کرد. «باشگاه رم» در همین سال تأسیس شد. کشورهای نوردیک در خط مقدم محیط زیست گرایی بودند. در سوئد دانشجویان علیه برنامه‌های سدسازی اعتراض کردند. در دانمارک و هلند گروه‌های فعال زیست‌محیطی علیه آلودگی و سایر مشکلات زیست‌محیطی اعتراض کردند. جنبش حقوق مدنی شمال ایرلند در این سال شروع شد اما به منازعات شمال ایرلند انجامید.
در ژانویه پلیس علیه ۴۰۰ نفر که در بیرون محل مهمانی شام وزیر امور خارجه ایالات متحده تظاهرات می‌کردند از باتون استفاده کرد. در فوریه، دانشجویانی از هاروارد، ردکلیف و بوستن در اعتراض به جنگ چهار روز اعتصاب غذا کردند. ۱۰۰۰۰ دانشجوی برلین غربی، در اعتراض به حضور آمریکا در ویتنام، تحصن کردند. مردم کانادا با ارسال ۵۰۰۰ نسخه کاغذی کتاب " دستورالعمل پیشنهادی برای مهاجران به کانادا " به آمریکا، علیه جنگ اعتراض کردند. در ششم مارس ۵۰۰ دانشجوی دانشگاه نیویورک علیه شرکت داو کمیکال دست به اعتراض زدند چرا که این شرکت تولیدکننده اصلی ناپالم بود که در ویتنام توسط ارتش ایالات متحده استفاده می‌شد. در هفدهم مارس، تظاهرات ضد جنگ در میدان گراسونور لندن با ۸۶ زخمی و ۲۰۰ نفر بازداشتی به پایان رسید. دانشجویان ژاپنی علیه حضور ارتش آمریکا در ژاپن به دلیل جنگ ویتنام تظاهرات کردند. در مارج، دانشجویان بریتانیایی خشونت را وارد اعتراضات ضد جنگ ویتنام کرده و به‌طور فیزیکی به وزیر دفاع، وزیر آموزش و وزیر کشور بریتانیا حمله کردند. در ماه اوت، کنوانسیون ملی دموکراتیک ۱۹۶۸ در شیکاگو به دلیل تظاهرات خیابانی هزاران نفر علیه جنگ (که پنج روز به طول انجامید)، مختل شد. شهردار شیکاگو با حضور فراگیر پلیس و فراخواندن گارد ملی و ارتش برای سرکوب تظاهرات، شورش‌ها را تشدید کرد. در سپتامبر، جنبش آزادی خواهانه زنان با اعتراض در حین مراسم سالیانه بانوی آمریکا، توجه جهان را به خود جلب کرد. این اعتراضات که یک هفته طول کشید و در مراسم اختلال ایجاد کرد، توجهی که این جنبش به آن به شدت نیاز داشت را در اختیارش گذاشت.

### ایالات متحده آمریکا
در ایالات متحده، جنبش حقوق مدنی با مسائل مربوط به مسکن باز و جنبش آگاهی سیاه پوستان، از جنوب به سمت شهرهای شمالی حرکت کرد. جنبش سیاه‌پوستان با ظهور سازمان‌های قدرت سیاه و پلنگ سیاه و حمایت آن‌ها از خشونت به عنوان ابزاری برای اعتراض، توجه بین‌المللی را به خود جذب کرد. تظاهرات برای قتل‌عام اورنجبرگ در روز هشتم فوریه ۱۹۶۸ با کشته‌شدن سه دانشجو به خون کشیده شد. در ماه مارس، دانشجویان در کارولینای شمالی تحصنی را در یک رستوران برنامه‌ریزی کردند که در ۱۵ شهر دیگر گسترش یافت. در مارس، دانش آموزان همه پنج مدرسه دولتی شرق لس آنجلس در اعتراض به شرایط غیر یکسان در مدارس منطقه‌ای لس‌آنجلس از کلاس‌های خود بیرون رفتند. در طی روزهای بعدی، این اقدام خروج دانش‌آموزان از کلاس در ۱۵ دبیرستان دیگر را کلید زد. در چهارم آوریل مارتین لوتر کینگ جونیور کشته شد و اعتراضات خشونت باری را در ۱۱۵ شهر آمریکا جرقه زد. در روز ۲۳ آوریل، دانشجویان دانشگاه کلمبیا به سیاست‌های نژادپرستانه دانشگاه اعتراض کردند و سه نفر از مسئولین دانشگاه را برای ۲۴ ساعت به گروگان گرفتند. این تنها یکی از تظاهرات دانشجویی دانشگاه کلمبیا بود.

### لهستان
در سی‌ام ژانویه، نیروهای ضد شورش دولتی با باتون به ۳۰۰ دانشجو از دانشگاه ورشو و مدرسه ملی تئاتر حمله کردند. در روز ۸ مارس، بحران سیاسی ۱۹۶۸ لهستان با راهپیمایی دانشجویان دانشگاه ورشو برای حقوق دانشجویان شروع شد. این دانشجوبان نیز با باتون مورد ضرب و شتم قرار گرفتند. روز بعد بیش از دو هزار نفر از دانشجویان در اعتراض به حضور پلیس در دانشگاه تظاهرات کردند که مجدداً به آن‌ها با باتون حمله شد و دستگیر شدند. تا روز ۱۱ مارس، مردم عادی به تقابل‌های خشونت‌آمیز دانشجویان و پلیس در خیابان‌ها ملحق شدند. دولت با برنامه‌ریزی یک پروپاگاندا علیه معترضین، آن‌ها را صهیونیست خواند. اعتراضات بیست روزه وقتی تمام شد که دولت تمام دانشگاه‌ها را تعطیل کرد و بیش از هزار دانشجو را دستگیر کرد. بیشتر افراد لهستانی-یهودی برای فرار از شکنجه شدن کشور را ترک کردند.

### آلمان غربی
جنبش‌های دانشجویان آلمانی به‌طور عمده واکنش علیه اقتدارگرایی و ریاکاری دولت آلمان و سایر دولتهای غربی، بخصوص در رابطه با شرایط زندگی نامناسب دانشجویان بود. دانشجویان در ۱۰۸ دانشگاه آلمان برای به رسمیت شناختن آلمان شرقی و حذف مسئولین دولتی با گذشته نازی و برای حقوق دانشجویان دست به اعتراض زدند. در فوریه، استادان دانشگاه بن در اعتراضات خود خواستار برکناری ریاست وقت دانشگاه به دلیل فعالیت‌هایش در ساختن اردوگاه‌های کار اجباری در طول جنگ شدند.

### اسکاندیناوی

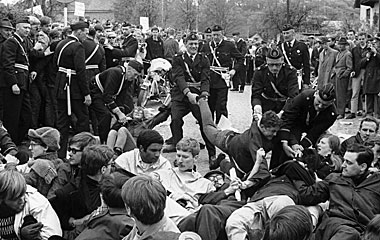
اقدامات پلیس در رابطه با شورش‌های ۱۹۶۸ در بوستا.

در روز سوم ماه مه، فعالین علیه شرکت دو کشور آپارتاید در رقابت‌های بین‌المللی تنیس در شهر بوستا سوئد اعتراض کردند. این اعتراضات جزو خشونت‌آمیزترین اعتراضات تظاهرکنندگان علیه پلیس سوئد در طول دهه ۱۹۶۰ بودند و موجب ایجاد گفتگو بین دولت سوئد و برگزارکنندگان اعتراضات برای جلوگیری از افزایش خشونتها شدند. مسابقه چندی بعد در اختفا برگزار شد و سوئد با نتیجه ۴ بر ۱ برنده مسابقه شد.

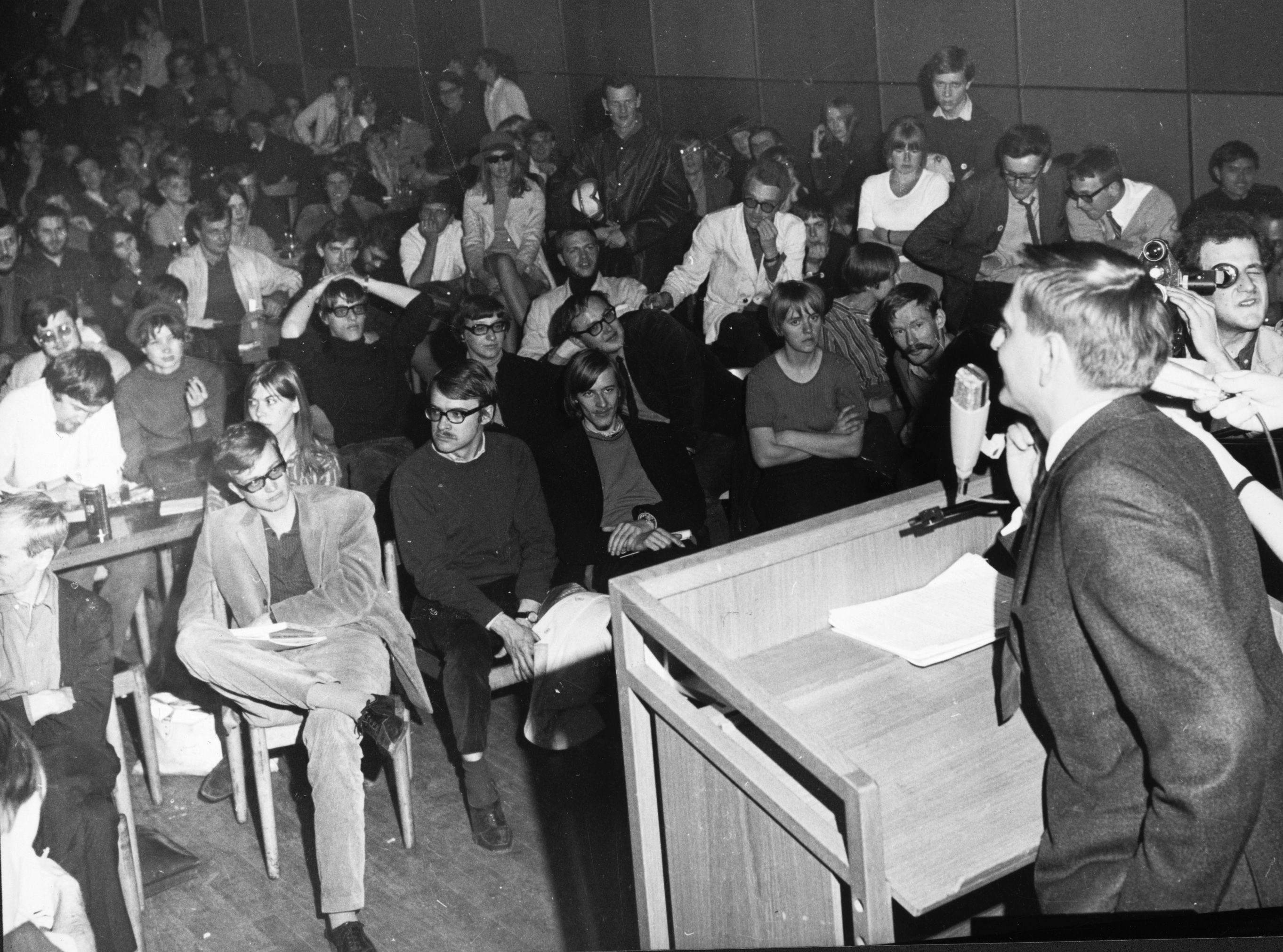
اشغال ساختمان اتحادیه دانشجویی در استکهلم، اولاف پالمه وزیر آموزش وقت، دانشجویان را به پذیرش ارزشهای دموکراسی تشویق می‌کند.

در دانشگاه استکهلم دانشجویان چپ‌گرا ساختمان اتحادیه دانشجویی خود را از ۲۴ تا ۲۷ ماه مه اشغال کردند تا پیامی سیاسی را به دولت منتقل کنند. این تظاهرات که از اعتراضاتی که در روزهای قبل در همان ماه در فرانسه اتفاق افتاده بود، الهام گرفته بودند، آرامتر از تظاهرات پاریس بودند. در واکنش به این تظاهرات، دانشجویان راست‌گرا جنبش دانشجویی «دانشجویان بورژوایی» را برگزار کردند. رهبران این جنبش نخست وزیران آینده کارل بیلت و فردریک راین فلت بودند. ساختمان اتحادیه دانشجویی بعداً به دانشکده اقتصاد استکهلم پیوست.

### مکزیک

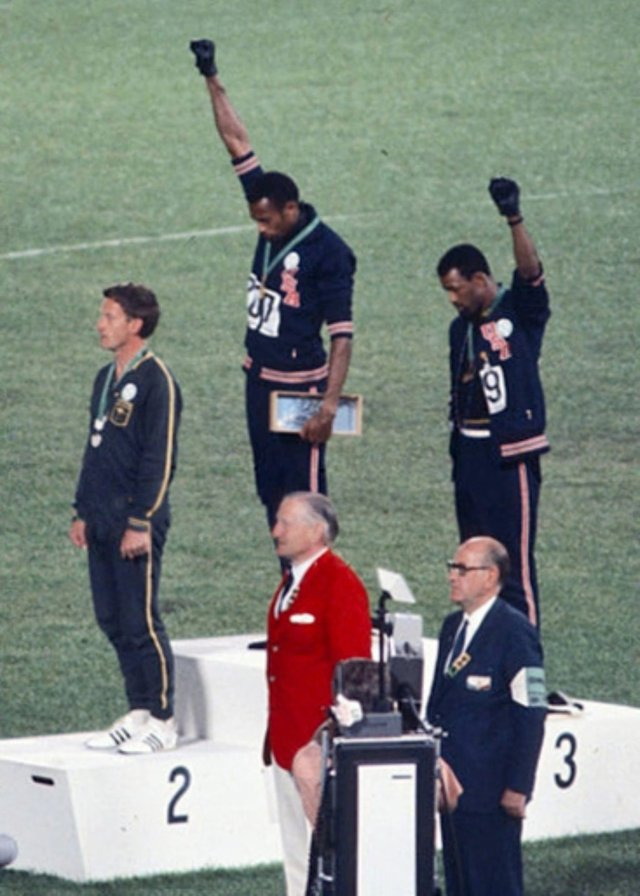
مراسم اهدای مدال در المپیک سال ۱۹۶۸.

پذیرش تیم آفریقای جنوبی پای موضوع آپارتاید را به المپیک تابستانی ۱۹۶۸ شهر مکزیکو سیتی باز کرد. بعد از اینکه بیش از ۴۰ تیم تهدید به تحریم بازی‌ها کردند، کمیته بازی‌ها تصمیم خود را بازبینی نموده و حضور آفریقای جنوبی را مجدداً ممنوع اعلام کرد. المپیک به عنوان محلی برای جلب نظر عموم مردم به جنبش سیاه پوستان مشخص شده بود. در تمام تابستان تعداد زیادی تقابل بین نیروهای پلیس و دانشجویان اتفاق افتاد. دوم اکتبر، بعد از تابستانی پر از اعتراضات علیه حکومت مکزیک و اشغال محل اصلی دانشگاه مستقل ملی مکزیک توسط ارتش، یک تظاهرات دانشجویی با حضور پلیس، سربازان و نیروهای شبه نظامی و با گشودن آتش بر روی دانشجویان و کشته شدن بیش از صد نفر، خاتمه یافت.

### چکسلواکی و اتحاد جماهیر شوروی
در چیزی که بعداً به عنوان بهار پراگ شناخته شد، وزیر اول چکسلواکی الکساندر دوبچک یک دوره از تغییراتی را شروع کرد که راه را بر روی تظاهرات مدنی آشکارا گشود. این اعتراضات تنها بعد از تجاوز اتحاد جماهیر شوروی به کشور متوقف شدند. در روز ۲۵ اوت تظاهرکنندگان ضد جنگ در میدان سرخ جمع شدند که توسط نیروهای دولتی پراکنده شدند. این واقعه تظاهرات ۱۹۶۸ میدان قرمز نام گرفت.

### اسپانیا
دانشجویان به کارگران در دانشگاه مادرید پیوستند تا به دخالت پلیس در تظاهرات علیه رژیکم خودکامه فرانسیسکو فرانکو اعتراض کنند. این اعتراضات با درخواست دموکراسی، اتحادیه‌های کارگری و حقوق کارگران و اصلاحات سیستم آموزشی صورت گرفتند. در آوریل، دانشجویان اسپانیایی به اقدامات رژیم فرانکو در تحریم توده ای از مردم برای هیتلر، به خیابان‌ها آمدند. در آغاز بهار دانشگاه مادرید به مدت ۳۸ روز به علت تظاهرات دانشجویان بسته شد. دانشجویانی در برزیل به علت اعتراض علیه دیکتاتوری نظامی کشته شدند.

### ایتالیا
در روز یکم مارس، در یک درگیری که با نام نبرد واله جولیا شناخته می‌شود، پلیس و دانشجویان در دانشکده معماری دانشگاه ساپینزا رم با یکدیگر درگیر شدند. در ماه مارس، دانشجویان ایتالیایی ۱۲ روز دانشگاه رم را در اعتراض به جنگ بستند.

### فرانسه
اعتراضات فرانسه با تظاهرات دانشجویان برای اصلاح دانشگاه شروع شد و به تظاهراتی یک‌ماهه منجر شد. اتحادیه‌های کارگری به این اعتراضات پیوستند و این منجر به اعتصابات سراسری شد.

### انگلستان
تعدادی اشغال دانشکده‌های هنر به سرعت در سراسر انگلستان در ماه‌های مه و ژوئیه ۱۹۶۸ اتفاق افتاد. اشغال دانشکده هنر هرنسی (دانشگاه میدلسکس کنونی) هنوز به عنوان یک اتفاق نمادین در تاریخ مدرن دانشگاه‌های بریتانیا شناخته می‌شود.

### سایر اعتراضات
روز ۲۸ مارس، پلیس ارتش برزیل یک دانش آموز دبیرستانی به نام ادسون لوئیس را در تظاهراتی با هدف وعده‌های غذایی ارزانتر در رستورانی برای دانشجویان کم درآمد به قتل رساند. عواقب مرگ او اولین اعتراضات اصلی علیه دیکتاتوری نظامی را کلید زد. بیستم آوریل، ایناک پاول با یک سخنرانی علیه مهاجران، اعتراضاتی را در سراسر بریتانیا باعث شد. سخنرانی «رودخانه‌های خون» او کمک کرد مهاجرت به عنوان یک موضوع سیاسی تعریف شود و به مشروعیت بخشیدن به احساسات ضد مهاجرت کمک کرد. در اکتبر، شورش‌های رادنی در کینگستون، جامائیکا وقتی دولت هیو شیرر مانع بازگشت استاد دانشگاه گویان دکتر والتر رادنی به کرسی استادی خود در دانشگاه هند غربی شد، آغاز شدند. دکتر والتر رادنی یک تاریخ‌دان آفریقا بود که در زمینه جنبش نیروی سیاه پوستان فعالیت داشت و به شدت مخالف طبقه متوسط در بسیاری از کشورهای کارائیب بود. او یک فعال اجتماعی مشهور بود که برای بالا بردن آگاهی سیاسی و فرهنگی فقرای جامائیکا با آن‌ها کار می‌کرد.